# Bergbahn

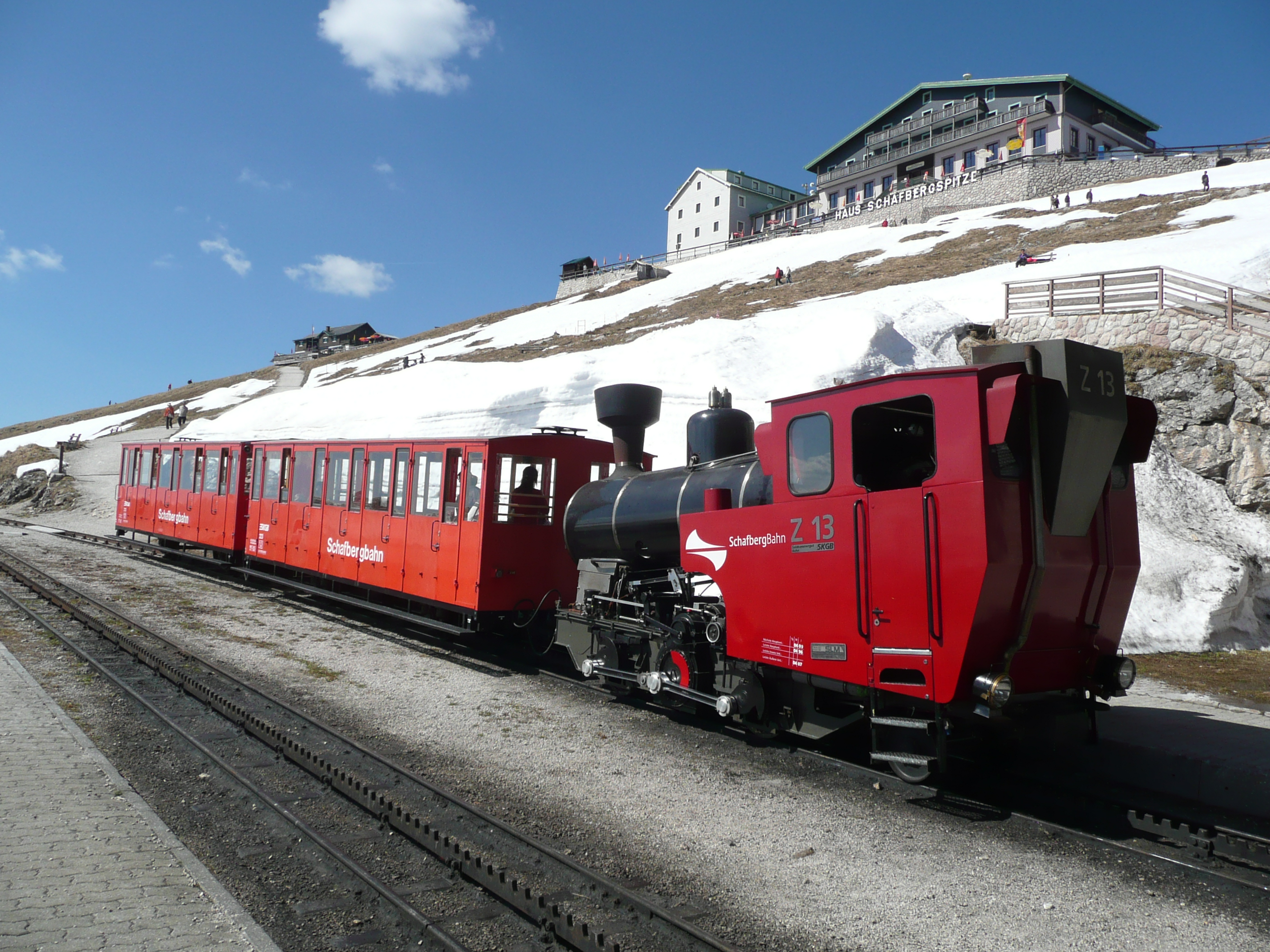
Zug der Zahnradbahn auf den Schafberg im Salzkammergut

Eine Bergbahn ist ein zu den Bahnen gehörendes, spurgebundenes Verkehrsmittel für den Personen- oder Gütertransport, das einen Berggipfel oder eine andere Anhöhe erschließt. Die Überwindung großer Höhenunterschiede ist daher das typische Merkmal von Bergbahnen. Sie werden insbesondere für Tourismus, Bergsport und Wintersport genutzt. Sie können erdgebunden sein (Zahnradbahn, gemischte Zahnrad- und Adhäsionsbahn, Schrägaufzug), oder als Seilbahn ausgeführt und betrieblich vom normalen Eisenbahnnetz getrennt sein.
Für Bergbahnen wird ein relativ hoher Beförderungstarif verlangt, meist deutlich über dem Tarif regulärer öffentlicher Verkehrsmittel, die als Teil der grundlegenden Infrastruktur gesehen werden. Bergbahnen dienen als Aufstiegshilfe hingegen dem Freizeitverkehr.
Von den Bergbahnen sind die Gebirgsbahnen zu unterscheiden, die einen Gebirgszug überqueren oder im Tunnel durchqueren.

## Definition
Es gibt keine einheitliche Definition von Bergbahn. Die meisten in der Fachliteratur zu findenden Definitionen unterscheiden sich in diversen Details, wobei sich auch einzelne Widersprüche ergeben. Allen Definitionen gemein ist, dass Bergbahnen alternativ als Luftseilbahn oder als Schienenbahn (letztere entweder mit Antrieb im Fahrzeug oder als Standseilbahn) ausgeführt sein können. Sie führen nach den meisten Definitionen vom Tal oder Fuß eines Berges auf einen Berg, einen Berggipfel, in ein Skigebiet, eine hochgelegene Ortschaft oder auf eine andere Anhöhe und enden dort in der Regel. Bergbahnen dienen häufig dem Tourismus, aber auch dem Lokalverkehr oder der Beförderung von Gütern. Die Bewältigung großer Steigungen, die als Zahnradbahn, gemischte Adhäsions- und Zahnradbahn, Standseilbahn oder Luftseilbahn überwunden werden, wird in allen Definitionen übereinstimmend als ein typisches Merkmal einer Bergbahn benannt. Reine Adhäsionsbahnen, die die obigen Kriterien erfüllen, werden nur in wenigen Definitionen als Bergbahnen eingestuft, so etwa in der Enzyklopädie des Eisenbahnwesens von Victor von Röll, in anderen Definitionen werden sie sogar explizit ausgeschlossen, so etwa im Historischen Lexikon der Schweiz. Bergbahnen sind in der Regel vom normalen Eisenbahnnetz unabhängig betriebene Strecken, deren Betrieb teilweise auf die Saison beschränkt ist. Das Merkmal des unabhängigen Betriebs ist jedoch nicht in allen Definitionen benannt.
Im Unterschied zu den meisten Bergbahnen sind Gebirgsbahnen in der Regel ein Teil des normalen Eisenbahnnetzes. Als in den Bergen gelegene Bahnstrecken dienen sie der Überwindung von Gebirgen und Gebirgszügen durch den normalen Reiseverkehr sowie den Güterverkehr.   Sie sind meist als Adhäsionsbahnen gebaut, es gibt aber auch Gebirgsbahnen als gemischte Adhäsions- und Zahnradbahnen mit Zahnstangenabschnitten auf besonders steilen Streckenabschnitten, wie beispielsweise die Strecken der Matterhorn-Gotthard-Bahn (MGB).
Obwohl Bergbahnen hinsichtlich des technischen Aufwandes bezüglich Kunstbauten und Antriebssystem sogar die Hauptbahnen überragen, wurden sie früher oft nur als Kleinbahnen klassifiziert. Ursächlich hierfür war in erster Linie ihre geringe Länge von meist unter zwei Kilometern und ihre Bedeutungslosigkeit für den allgemeinen Verkehr.

## Geschichte

### Standseilbahnen

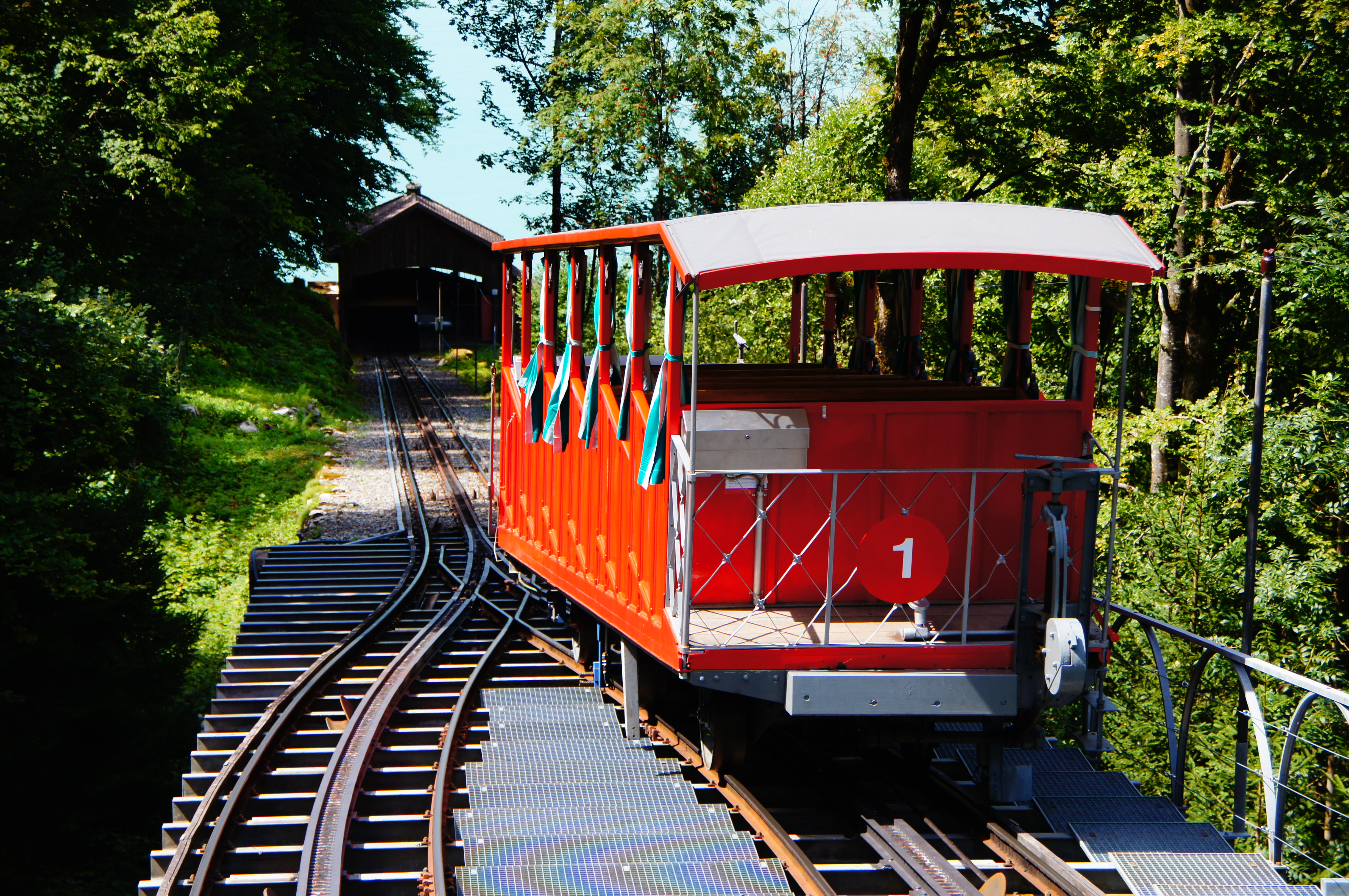
Wagen der Giessbachbahn im Berner Oberland in der Ausweiche. Wie bei den ersten Standseilbahnen üblich dient die Zahnstange als Notbremssystem.

Als erste Standseilbahn des Personenverkehrs wurde 1845 die Wasserballastbahn Prospect Park Incline Railway bei den Niagarafällen in den Vereinigten Staaten dem Verkehr übergeben. In Europa fuhr die erste Standseilbahn in Lyon auf der Strecke Rue Terme–Croix Rousse von 1862 bis 1967, 1870 folgte die heute noch verkehrende Budavári Sikló in Budapest. In Wien wurde 1873 die Drahtseilbahn auf den Leopoldsberg eröffnet, aber bereits 1876 wieder stillgelegt. In der Schweiz nahm die Standseilbahnen Lausanne-Ouchy im Jahr 1877 ihren Betrieb auf. Die 1879 eröffnete Giessbachbahn im Berner Oberland ist die älteste alleine zu Tourismuszwecken erbaute Seilbahn Europas. Sie war als Wasserballastbahn ausgeführt. Bei der Bürgenstock-Bahn wurde 1888 erstmals ein elektrischer Antrieb eingesetzt.
Die Zeit bis zum Ersten Weltkrieg kann als Blütezeit der Standseilbahnen bezeichnet werden. Dann führten jedoch Krieg und Wirtschaftskrise zu einem starken Einbruch des Tourismus. Nach dem Ersten Weltkrieg führten der aufkommende Skisport und der Bau von Wasserkraftwerken zur Erstellung weiterer Standseilbahnen. In neuerer Zeit sind einige moderne Anlagen entstanden – meist als wetterunabhängige Untergrundbahnen.
→ Hauptartikel: Abschnitt Geschichte im Artikel Standseilbahn

### Zahnradbahnen

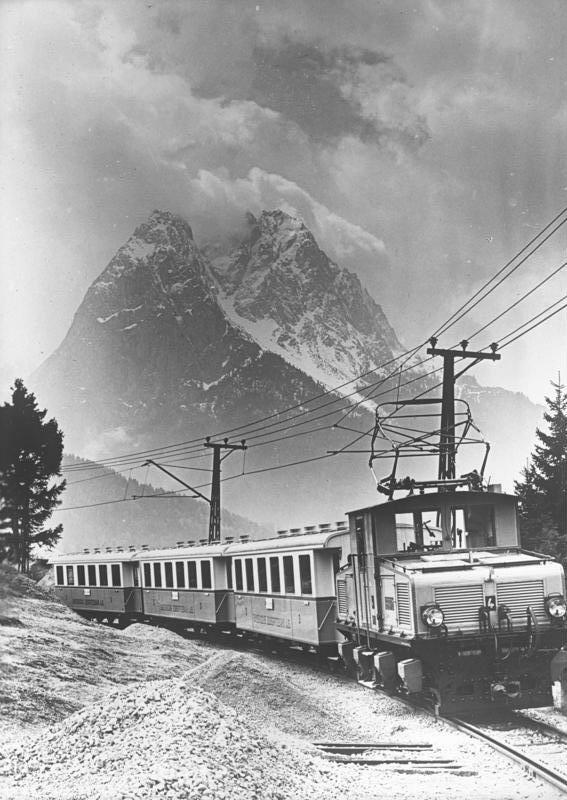
Die Bayerische Zugspitzbahn ist eine der wenigen Bergbahnen mit gemischtem Adhäsions- und Zahnradbetrieb.

Mit der Mount Washington Cog Railway erbaute Sylvester Marsh die erste Bergbahn mit Zahnradantrieb und übergab sie 1869 dem Betrieb. Niklaus Riggenbach entwickelte zur gleichen Zeit in der Schweiz sein Zahnradbahnsystem, das erstmals bei der 1871 eröffneten Rigibahn zur Anwendung kam. Im Jahr 1874 wurden die Arth-Rigi-Bahn, die Kahlenbergbahn in Wien und die Schwabenbergbahn in Budapest dem Verkehr übergeben. 1883 folgte mit der Drachenfelsbahn in Königswinter die erste touristische Bergbahn Deutschlands. Bis zur Zeit des Ersten Weltkriegs wurden eine ganze Reihe von Zahnradbahnen gebaut, seither jedoch nur noch selten. Eine Ausnahme bildet die 1987 eröffnete Perisher Skitube in Australien zur Erschließung eines Skigebiets.
→ Hauptartikel: Abschnitt Geschichte im Artikel Zahnradbahn

### Adhäsionsbahnen
Während zu Beginn des 20. Jahrhunderts reine Adhäsionsbahnen als Bergbahnen eingestuft wurden, werden sie in späteren Definitionen nicht mehr erwähnt oder sogar explizit ausgeschlossen.
Die älteste auf einen Berg führende Adhäsionsbahn mit großer Steigung ist die von Zürich ausgehende Uetlibergbahn mit 79 ‰ Steigung, die von 1875 bis 1923 mit Dampf betrieben wurde. Die 116 ‰ steile Pöstlingbergbahn in Linz verkehrt seit ihrer Betriebsaufnahme elektrisch, während die Innsbrucker Mittelgebirgsbahn ebenfalls erst nachträglich elektrifiziert wurde. Diese drei Bahnen sind heute betrieblich mit der anschließenden Straßenbahn oder im Fall der Uetlibergbahn mit der benachbarten Sihltalbahn verknüpft. Ebenfalls Teil eines größeren Netzes sowie mit vergleichsweise moderaten Steigungsverhältnissen von 33 ‰ ausgestattet ist die norddeutsche Brockenbahn. Die 1874/75 eröffnete Rigi-Scheidegg-Bahn stellte ihren Betrieb 1931 ein, die erste Sektion der Mendelbahn im Südtirol folgte 1963. Dagegen nach wie vor in Betrieb ist die als Adhäsionsbahn betriebene zweite Sektion der Bergbahn Lauterbrunnen–Mürren im Berner Oberland. Eine noch existierende Besonderheit ist die Snaefell Mountain Railway auf der Isle of Man, die als Adhäsionsbahn mit Steigungen bis zu 12 % betrieben wird. Als letzte Bahn setzt sie noch die zusätzliche Bremsschiene nach dem System Fell ein.

### Luftseilbahnen

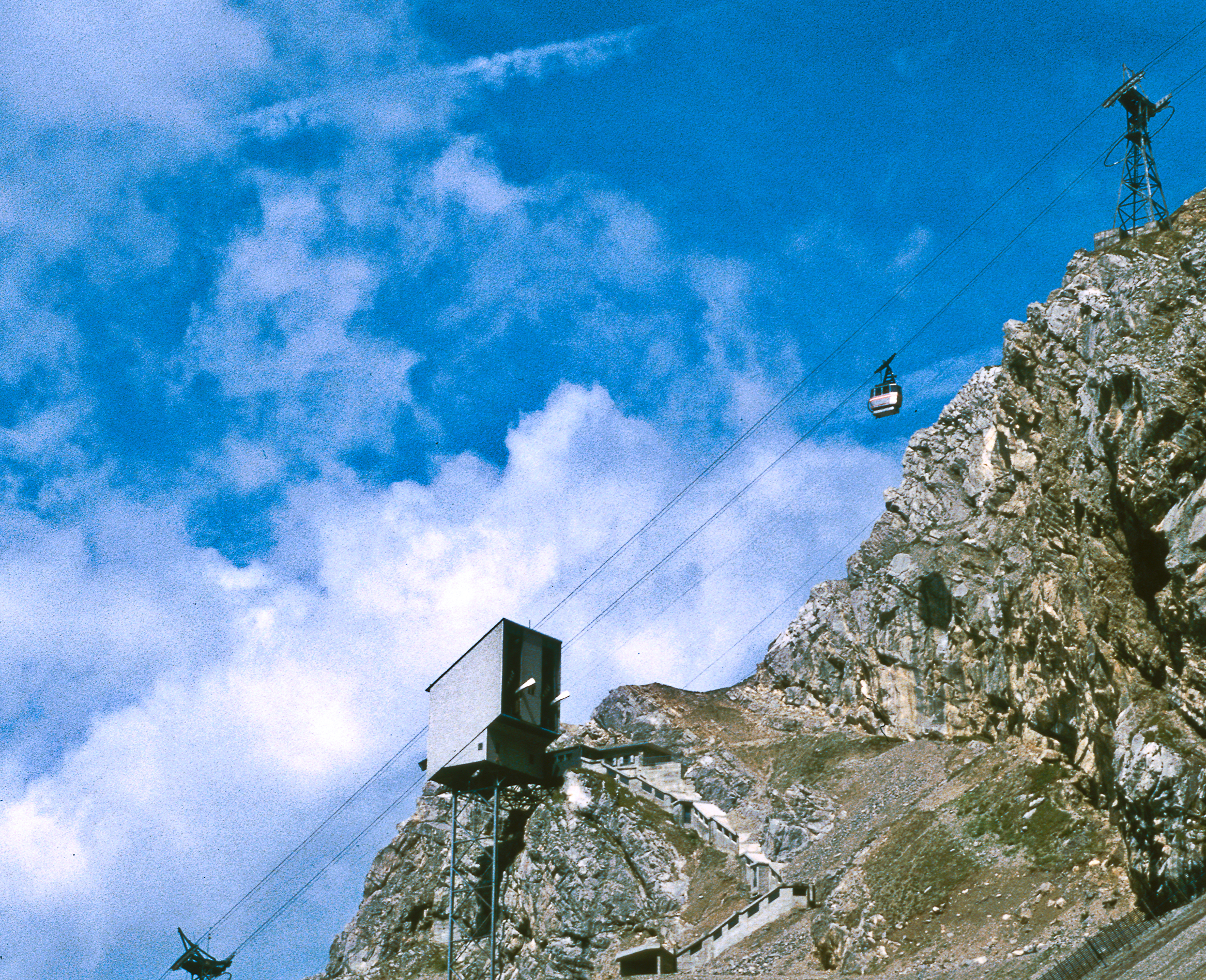
Mittelstation Stütze 4 der alten Tiroler Zugspitzbahn

Erst die Erfindung des Litzenseils im Jahre 1834 durch Julius Albert ermöglichte den Bau von Seiltransportanlagen, die im 19. Jahrhundert in erster Linie zum Transport von Rohstoffen wie Erzen und Kohle eingesetzt wurden. Die Leipziger Firma Adolf Bleichert exportierte ihre Seilbahnen und Förderanlagen weltweit. 1907 eröffnete Leonardo Torres Quevedo mit der Luftseilbahn von San Sebastián auf den Monte Ulia die erste Anlage allein für den Personentransport. Die Bahn hatte jedoch nur eine kurze Lebensdauer und 1912 wurde ihr Betrieb eingestellt. 1916 wurde sein ähnlich konstruierter Whirlpool Aero Car eröffnet, der die Whirlpool Rapids im Niagara River überquert und nach wie vor existiert. 1908 wurde in Zwölfmalgreien bei Bozen die erste öffentliche Personen-Luftseilbahn Mitteleuropas eröffnet, die Kohlerer Bahn, die 1912/13 und 1963/64 durch einen Neubau ersetzt wurde. Im gleichen Jahr ging auch der Wetterhorn-Aufzug bei Grindelwald in der Schweiz in Betrieb. Im Ersten Weltkrieg blieben die Touristen aus und der Aufzug wurde stillgelegt und später abgebrochen. Die 1901 von Eugen Langen konstruierte Schwebebahn Dresden funktioniert auch nach dem Prinzip der heutigen Luftseilbahnen mit einem in der Bergstation angetriebenen Zugseil, die Kabinen hängen jedoch an einer Tragschiene statt einem Tragseil.
In den 1920er-Jahren arbeitete die Adolf Bleichert & Co. mit dem Südtiroler Luis Zuegg zusammen, der während des Ersten Weltkrieges an der Südfront zahlreiche Seilbahnen für den Nachschub der Soldaten erbaute. Ab 1926 wurden zahlreiche Seilbahnen des System Bleichert-Zuegg erbaut, zum Beispiel 1926 die Raxseilbahn in Niederösterreich, die Kreuzeckbahn bei Garmisch-Partenkirchen und die Tiroler Zugspitzbahn. Nach dem Zweiten Weltkrieg wurden zur Erschließung der entstehenden Wintersportgebiete insbesondere in den Alpen zahlreiche neue Bahnen und Skilifte errichtet. Eine möglichst hohe Beförderungsleistung wurde immer bedeutender, was zur Ausbreitung großer Gondelbahnen und Sesselbahnen mit inzwischen bis zu acht Sitzen führte. Materialseilbahnen dienen der Versorgung von Almhütten, Berghotels und Alpenvereinshütten.
→ Hauptartikel: Abschnitt Geschichte im Artikel Luftseilbahn

## Vergleich der verschiedenen Bahnsysteme

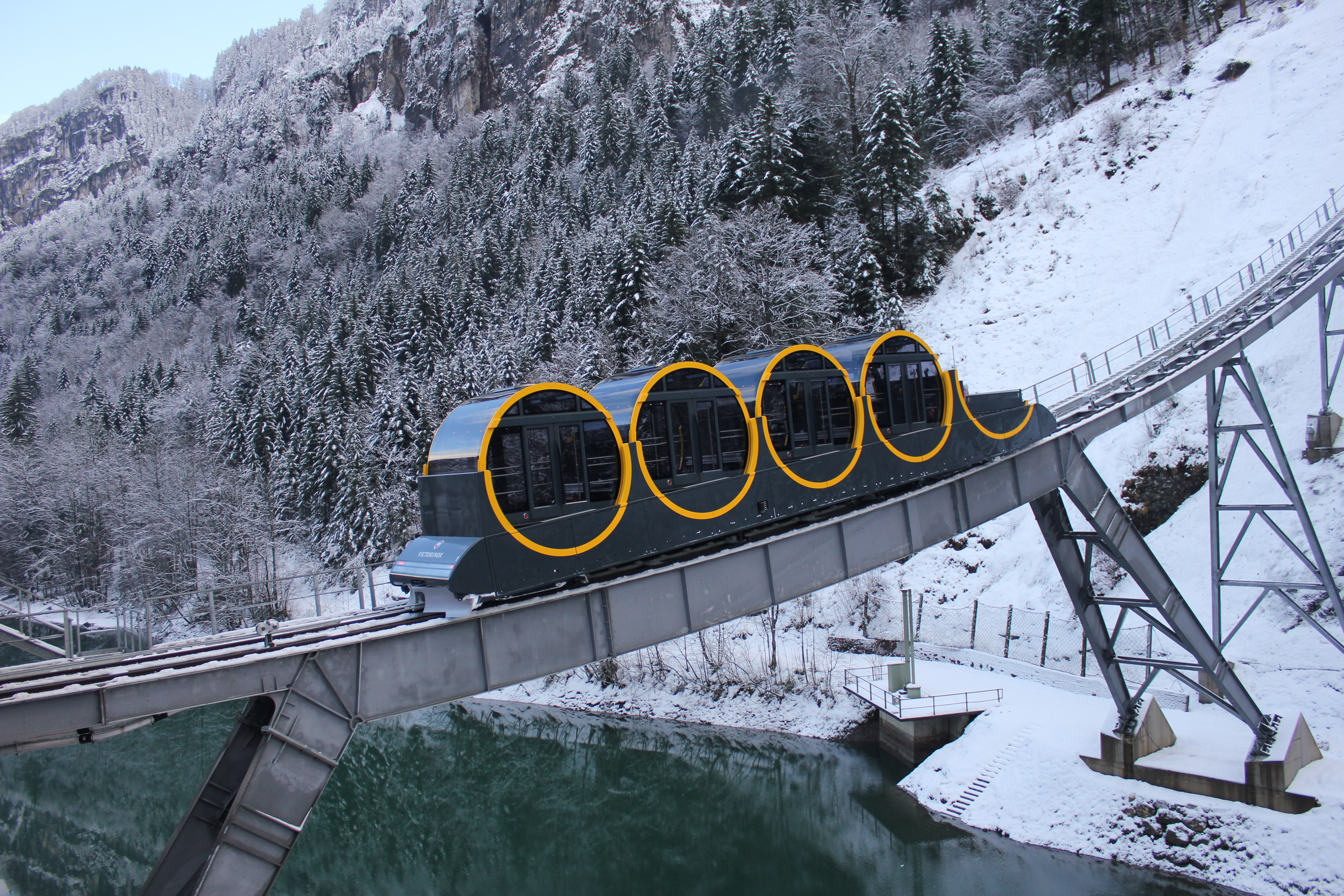
Moderne, größtenteils unterirdisch verkehrende Standseilbahn zur Erschließung des autofreien Dorfes Stoos im Kanton Schwyz, →Standseilbahn Schwyz–Stoos

Standseilbahnen eignen sich für Steigungen bis etwas über 100 %, ihre Maximallänge ist aber beschränkt. Wird sie überschritten, greift man zu mehreren Sektionen. Standseilbahnen sind kostengünstiger zu erstellen als Zahnradbahnen und benötigen weniger Energie. Bei der Planung einer Zahnradbahn ist man unabhängiger vom Längenprofil, insbesondere wenn sich flachere und steile Streckenabschnitte abwechseln. Allerdings ist die Steigung in der Regel auf 25 % beschränkt. Dagegen lässt sich der Betrieb einer Zahnradbahn besser an eine wechselnde Verkehrsnachfrage anpassen.
Luftseilbahnen können mit wenig Stützen beträchtliche Strecken mit großen Höhenunterschieden überwinden. Obwohl die Beförderungskapazitäten moderner Luftseilbahnen stark gestiegen sind, erreichen sie nicht die Leistungsfähigkeit von Standseil- oder Zahnradbahnen, die mit großen Fahrzeugen und Geschwindigkeiten von 10 m/s und mehr sehr hohe Fahrgastzahlen bewältigen. Wenn diese Bahnen unter Tag verkehren, sind sie vor Stürmen, Schneefall und Lawinen geschützt.

## Bedeutung
Der Bau von Bergbahnen förderte die Entwicklung des Tourismus in den Bergen und hat große Bedeutung für den Tourismus in den Alpen und anderer Hoch- und Mittelgebirge. Von Naturschutzorganisationen wird ein exzessiver Ausbau von Bergbahnen kritisiert.
Im Gütertransport haben Bergbahnen eine gewisse Bedeutung für die Erschließung autofreier Orte wie Wengen, Braunwald oder Stoos, die durch die Wengernalpbahn, die Braunwaldbahn beziehungsweise die Standseilbahn Schwyz–Stoos erschlossen werden.